# Torneo WTA de Shenzhen 2020
El Shenzhen Open 2020 fue un evento de tenis de la WTA International. Se disputó en Shenzhen (China), en cancha dura al aire libre, formando parte de una serie de eventos que sirven de antesala al Abierto de Australia 2020, entre el 6 y el 12 de enero de 2020.

## Distribución de puntos
| Modalidad           | Campeona | Finalista | Semifinales | Cuartos de final | 2ª ronda | 1ª ronda | Clasificadas | 2ª ronda de clasificación | 1ª ronda de clasificación |
| Individual femenino | 280      | 180       | 110         | 60               | 30       | 1        | 18           | 12                        | 1                         |
| Dobles femenino     | 280      | 180       | 110         | 60               | -        | 1        | -            | -                         | -                         |

## Cabezas de serie

### Individuales femenino
| Tenista               | Ranking | Preclasificada |
| Belinda Bencic        | 8       | 1              |
| Aryna Sabalenka       | 11      | 2              |
| Elise Mertens         | 17      | 3              |
| Qiang Wang            | 30      | 4              |
| Ekaterina Alexandrova | 35      | 4              |
| Garbiñe Muguruza      | 36      | 6              |
| Elena Rybakina        | 37      | 7              |
| Shuai Zhang           | 40      | 8              |

- Ranking del 30 de diciembre de 2019.[2]

### Dobles femenino
| Tenista                               | Ranking | Preclasificada |
| Elise Mertens Aryna Sabalenka         | 11      | 1              |
| Barbora Krejčíková Kateřina Siniaková | 20      | 2              |
| Yingying Duan Saisai Zheng            | 42      | 3              |
| Shuai Peng Shuai Zhang                | 60      | 4              |

## Campeonas

### Individual femenino
Ekaterina Alexandrova venció a  Elena Rybakina por 6-2, 6-4

### Dobles femenino
Barbora Krejčíková /  Kateřina Siniaková vencieron a  Yingying Duan /  Saisai Zheng por 6-2, 3-6, [10-4] 